# Казас, Илья Ильич
Илья́ Ильи́ч Каза́с (др.-евр. אליהו בן אליה קזז‬ Элияху бен Элия Казаз; 11 [23] марта 1832, Армянский Базар, Таврическая губерния — 14 [27] января 1912, Евпатория, Таврическая губерния) — караимский культурно-просветительский деятель, педагог, поэт и переводчик. Потомственный дворянин (1891), действительный статский советник (1905).
Он стал одним из наиболее выдающихся членов караимской общины Крыма своей эпохи, показав, чего может добиться выходец из простой караимской семьи. И. Казас был высокообразованным человеком, знал 11 языков, из них 4 — древних.

## Биография
Родился 11 (23) марта 1832 года в городе Армянский Базар Перекопского уезда в небогатой мещанской семье.
Окончив знаменитую в своё время образцовую школу Абен-Яшара Луцкого и, «сочиняя стихотворения на величественном языке Библии», в течение шести месяцев работал приказчиком в одном из модных одесских магазинов.
С 1853 по 1855 год учился в Московском университете, однако в октябре 1855 года, не окончив учёбу, поступил на факультет восточных языков Санкт-Петербургского университета по арабско-еврейско-сирийско-халдейскому разряду (отделению), где стал учеником Хвольсона; 16 сентября 1859 года с отличием окончил курс, защитив при этом степень кандидата, и стал первым караимом с высшим образованием и учёной степенью.
Из Санкт-Петербурга переехал в Одессу, где в 1859 году открыл частную караимскую школу, но проработал там недолго.
В 1863 году переехал в Симферополь и, устроившись преподавателем истории в Симферопольскую мужскую гимназию, проработал в ней восемнадцать лет. И. И. Казас — автор проекта создания Симферопольской татарской учительской школы (1872); с 1881 по 1894 год работал в ней инспектором. Кроме того, находился в должности цензора газеты «Переводчик-Терджиман» (до 1905 года), возглавлял Александровское караимское духовное училище и был советником гахама С. М. Панпулова.
С 1887 по 1895 год состоял товарищем (заместителем) председателя Таврической учёной архивной комиссии.
Опубликовал школьные учебники: «Лерегель Гайладим» (др.-евр. לרגל הילדים‬ — «Руководство для детей», написан на древнееврейском языке, (1868—1869) и «Учебник русского языка для татарских элементарных школ» (1873—1875).
В произведениях «Торат Гаадам» (др.-евр. תורת האדם‬ — «Начала этики») и «Кившоно Шель Олам» (др.-евр. כבשונו של עולם ‬ — «Мировые тайны») представил переводы сокращённых и переработанных им сочинений французских авторов П. Жане и Ж. Симона.
Редактировал выходивший в Одессе караимский журнал «Давул» и в 1880-1883 частную симферопольскую газету «Таврида» где был также владельцем.
Умер в Евпатории 14 (27) января 1912 года. Похоронен на евпаторийском караимском кладбище. Надгробный памятник с могилы И. И. Казаса находится в лапидарии караимских кенас в Евпатории.

## Поэзия
Пошлый век, жалкий век, извращённый наш век,

Образ божеский в нём потерял человек.

Проходимец любой в нём стяжает почет;

Скудоумный глупец мудрецом в нём слывет.

В нём терновник простой заслонил кипарис;

В нём, как царственный лев, величается лис.

В нём смиренных везде злой насильник теснит.

В нём наук ореол на невежде блестит.

Неопрятной рукой беспринципный наглец

Добродетели в нём надевает венец.

В нём и братья твои в думах лишь о себе.

И любимый твой друг изменяет тебе.

В нём шагнул за предел небрезгливости рост.

Голова никнет в нём, а главенствует хвост.

В нём телец золотой захватил во всём власть

И над правдой святой издевается всласть.

И. И. Казас (пер. с др.-евр. М. И. Казаса)
Поэтический талант Казаса раскрылся в студенческие годы. На творчество поэта оказали влияние произведения М. Ю. Лермонтова, Г. Гейне, Дж. Байрона, Ф. Шиллера, Г. Лонгфелло, И. В. Гёте. Значительная часть стихотворного наследия И. И. Казаса создана на древнееврейском языке. Известно одно стихотворение автора на караимском языке под названием «Талесыз» («Несчастный»), опубликованное в 1917 году в газете «Переводчик-Терджиман». Произведения Казаса посвящены размышлениям о Боге, о проблемах соотношения позитивного и негативного начал в человеческом микрокосме и т. п. При жизни вышло только два поэтических сборника автора: «Ширим агадим» («Несколько стихотворений»; Лейпциг, 1857) и «Йелед шаашуим» («Лелеянное дитя»; Одесса, 1910). Некоторые из произведений были переведены на русский язык братом И. И. Казаса, М. И. Казасом, а также А. И. Катыком и Я. А. Фирковичем. Подготовленный к изданию сборник из 61 стихотворения «Гедад Либби» («Восклицание моего сердца») так и не вышел в свет.

## Семья
С 1857 года был женат на двоюродной сестре караимского гахама С. М. Панпулова Бюбюш Бераховне Панпуловой (1837 — ?). Их дети:
- Илья Ильич Казас (1860, Одесса — ок. 1940), доктор медицины, специалист по внутренним и детским болезням, гласный Симферопольской городской думы. Его сын:
  - Илья Ильич Казас (1899—1944), крымский поэт-футурист, участник Великой Отечественной войны.
- Борис (Бераха) Ильич Казас (1861, Одесса — 1922, Евпатория), доктор медицины, врач-специалист широкого профиля, председатель Евпаторийской городской думы.
- Азарий Ильич Казас (1865, Симферополь — ?), юрист, присяжный поверенный, гласный Симферопольской городской думы. Его сын:
  - Илья Азарьевич Казас (1901—1973), агроном, специалист в области защиты растений.
- Анна Ильинична Казас (1867, Симферополь — 1942, Краснодар), домашняя учительница, основательница Симферопольской девичьей караимской школы. Была замужем за харьковским купцом, крупным промышленником и землевладельцем Марком Моисеевичем Кальфой.
- Марк (Мордехай) Ильич Казас (1870, Симферополь — 1956, Харьков), горный инженер, специалист в области санитарной техники.
- Михаил Ильич Казас (1872, Симферополь — 1962, Евпатория), врач, участник русско-японской, Первой мировой и гражданской войн. Его дочь:
  - Ольга Михайловна Иванова-Казас (1913—2015), эмбриолог, крупный специалист по развитию животных.
- Эммануил Ильич Казас (1875, Симферополь — ?), караимский общественный деятель в Харькове. Его внук — художник Владимир Семёнович Любаров.
- Сарра Ильинична Казас (1878, Симферополь — около 1962), была замужем за евпаторийским купцом и общественным деятелем Бабакаем Ананьевичем Бобовичем[10].

## Награды и звания
- Орден Святого Станислава 2-й степени (1872)[11]
- Орден Святой Анны 2-й степени (1876)[12]
- Орден Святого Владимира 4-й степени (1883)[12]
- Орден Святого Владимира 3-й степени (1888)[12]
- Серебряная медаль «В память царствования императора Александра III» (1885)[13]
- Потомственное дворянское достоинство (1891)[12]

## Память
- В 1918 году Симферопольским караимским культурно-просветительным обществом была открыта «Библиотека имени И. И. Казаса», располагавшаяся по ул. Кади-Эскерской (ныне Краснознамённой), 52. Одним из инициаторов открытия был Д. С. Нейман[14]. В начале 1920-х годов библиотека была преобразована в 4-ю районную, а к июню 1924 года объединена с крымскотатарской библиотекой (с 1944 года — городская библиотека имени А. П. Чехова)[15].
- 21 декабря 1990 года Решением правления Крымского фонда культуры была учреждена премия имени И. И. Казаса «за вклад в области просвещения, тюркологии и истории караимского народа»[16].
- Имя И. И. Казаса помещено на мемориальной доске на здании бывшей мужской казённой гимназии г. Симферополя (ныне гимназия № 1 имени И. В. Курчатова) среди знаменитых крымчан, работавших и учившихся в этом учебном заведении[17].
- Биографии И. И. Казаса посвящена кандидатская диссертация крымского историка Д. А. Прохорова (научный руководитель В. Ю. Ганкевич) «И. И. Казас — просветитель караимов и крымских татар», защищённая в 2005 году в Институте востоковедения имени А. Е. Крымского НАН Украины[18].